# 大山斐瑳麿
大山 斐瑳麿（おおやま ひさまろ、1878年（明治11年）9月1日 - 1950年（昭和25年）2月8日）は、明治後期から昭和前期の実業家、政治家。衆議院議員。平沼騏一郎、黒田英雄とともに津山出身の「出世三羽ガラス」と称された。

## 経歴
岡山県東南条郡上之町（津山東町、苫田郡津山町を経て現津山市上之町）で、浄土真宗本願寺派浄圓寺・大山達聞、竹の二男として生まれる。兄が夭死したため寺の跡取りとなるが、それを嫌って上京し、苦学して日本法律学校（現日本大学）で学んだ。1903年（明治36年）11月、文官高等試験行政科試験に合格。
1904年（明治37年）日本法律学校を卒業し、大蔵省に入省し専売局に配属され、大蔵書記兼専売局属、煙草専売局事務官、函館煙草販売所長を歴任し、在省2年で退官した。その後、煙草元売り会社・大山商店を経営し財産を築き、煙草元売捌 (株) 常務取締役、日本煙草輸出支配人、全国煙草元売捌人協会長、東京商業会議所議員、同副会頭、帝国火災保険取締役、国際統計会議委員などを務めた。上京した郷土出身の学生の世話を積極的に行った。
1931年（昭和6年）政府が煙草元売り制度の廃止を決め、大山らは反対運動を行ったが廃止が実行され、大山商店は解散した。それまで政界への勧誘を断っていたが、犬養毅からの勧めと、元売り制度廃止問題を政府に質すため衆議院議員総選挙に立候補することを決断した。1932年（昭和7年）2月、第18回衆議院議員総選挙で岡山県第1区から立憲政友会公認で出馬し、津山財界人などの応援を受けて当選し、衆議院議員に1期在任。1936年（昭和11年）2月、第19回総選挙（岡山県第1区、政友会公認）で立候補したが落選し政界を引退した。
その後、実業界に戻り、1940年（昭和15年）に開催予定であった紀元2600年記念日本万国博覧会（東京万博）の実施に奔走した。東京万博は中止となったが、戦後に将来の万博開催のため東京都庁で残務整理を行った。ほとんどの財産を失い1950年2月に死去した。